# Ревер
Ре́вер Умбе́рто А́лвес Арау́жо (порт.-браз. Réver Humberto Alves Araújo; род. 4 января 1985 года, Ариранья, Бразилия) — бразильский футболист, защитник клуба «Атлетико Минейро». Выступал за сборную Бразилии.

## Клубная карьера
Ревер начинал свою карьеру в клубе «Паулиста». В 2004 году он был переведён в первую команду клуба, в составе которой становился серебряным призёром чемпионата штата Сан-Паулу и единственного в истории этого клуба кубка Бразилии. Сезон 2007/08 Ревер провёл в команде «Аль-Вахда» на правах аренды, сыграл десять матчей. В 2008 году игрок уходил в аренду в «Гремио», затем этот клуб выкупил игрока у «Паулисты». В составе этого клуба он стал одним из лучших защитников чемпионата и был вице-капитаном «Гремио». В январе 2010 года Ревер подписал пятилетний контракт с немецким «Вольфсбургом», но вышел на поле в составе этого клуба только один раз — в ответном четвертьфинальном матче Лиги Европы против «Фулхэма».
19 июля 2010 года Ревер перебрался в «Атлетико Минейро», был его капитаном. С «галос» выиграл Кубок Бразилии, Кубок Либертадорес, Рекопу, дважды побеждал в Лиге Минейро. В 2015—2016 годах выступал за «Интернасьонал». С 2016 года выступает за «Фламенго».

## Карьера в сборной
Ревер провёл восемь матчей и забил один мяч за национальную сборную Бразилии. Гол он забил 24 апреля 2013 года в матче против сборной Чили.

## Достижения
- Чемпион штата Рио-де-Жанейро (1): 2017
- Чемпион штата Минас-Жерайс (2): 2012, 2013
- Чемпион штата Риу-Гранди-ду-Сул (2): 2015, 2016
- Чемпион Кубка Бразилии (2): 2005, 2014
- Финалист Кубка Бразилии (1): 2017
- Обладатель Кубка Либертадорес (1): 2013
- Финалист Южноамериканского кубка (1): 2017
- Обладатель Рекопы (1): 2014
- / Обладатель Кубка Рока (2): 2012, 2013
- Обладатель Кубка конфедераций (1): 2013